# Rosievölgy
Rosievölgy, románul: Valea Roșie, falu Romániában, a Bánságban, Krassó-Szörény megyében.

## Fekvése
Újsopot (Şopotu Nou) mellett fekvő település.

## Története
Rosievölgy Valea Roşie korábban Újsopot (Şopotu Nou) része volt, 1910-ben 159 román lakossal. 1956-ban vált külön településsé 96 lakossal.
1996-ban 87, 1977-ben 107, 1992-ben 75, a 2002-es népszámláláskor 77 román lakosa volt.